# Islas Barat Daya
Las islas Barat Daya (Kepulauan Barat Daya, que en indonesio significa archipiélago del suroeste) son un archipiélago localizado al este de Indonesia formado por las islas de Damar, Romang y Wetar. Aunque geográficamente forman parte de las islas Menores de la Sonda.

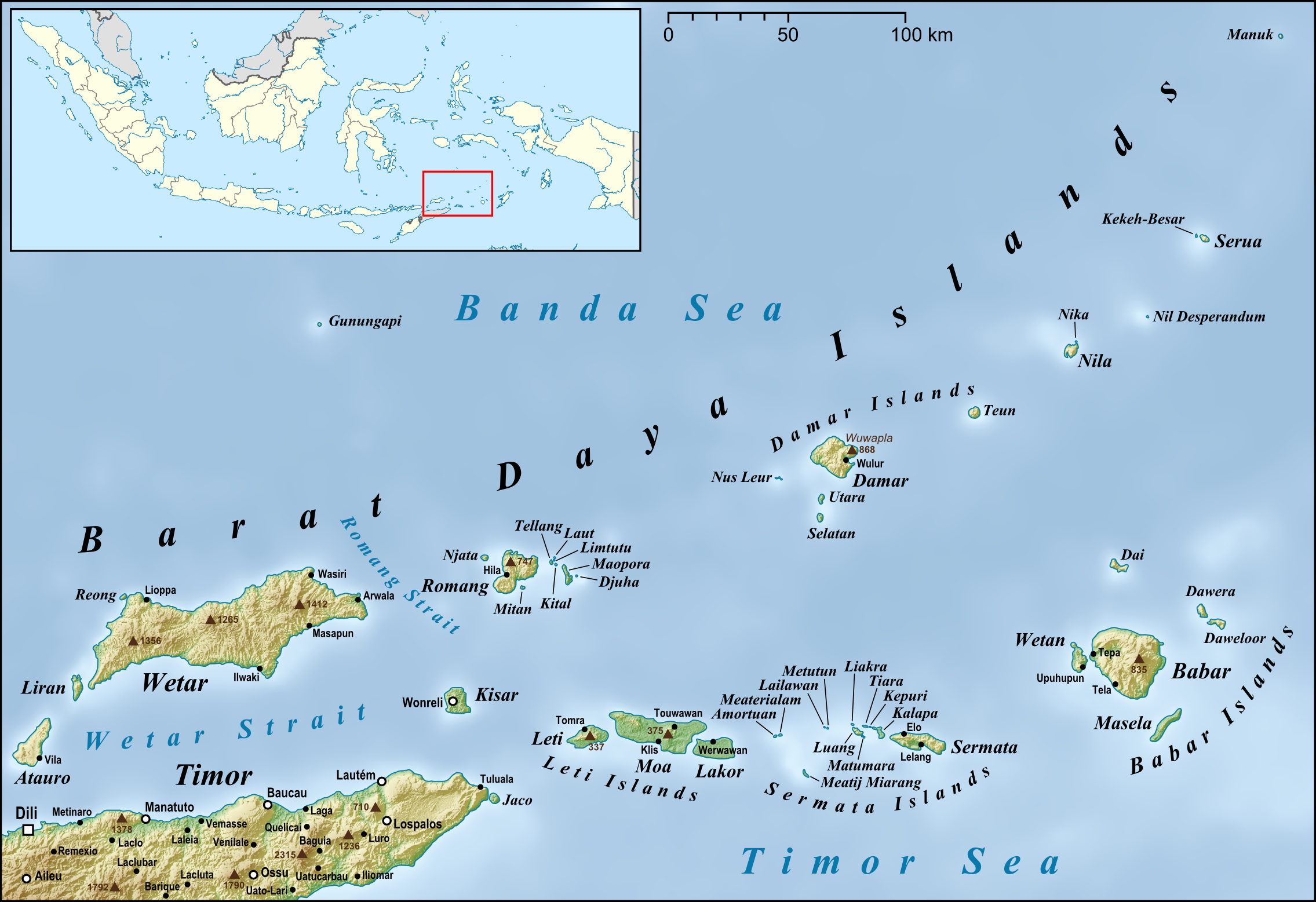

Administrativamente, las islas Barat Daya forman parte del kabupaten Maluku Barat Daya en la provincia de Molucas.

## Geografía
Wetar, la principal de las islas del grupo, está situada a 56 km al norte de Timor (de la que la separa el homónimo estrecho de Wetar) y al este de Alor (de la que la separa el estrecho de Ombai). Al suroeste de Wetar están la isla de Liran y Atauro, parte de la República de Timor Oriental. Romang y Damar se encuentran al este de Wetar, y están igualmente separadas de la isla Kisar, las islas Leti, las islas Sermata y las islas Babar. Las islas de Ambon, Buru y Ceram se encuentran a alguna distancia al norte, en el mar de Banda.
Wetar tiene 130 km de longitud, de este a oeste, y 45 km de ancho, de norte a sur. Su superficie es de 3 600 km². Su punto más alto tiene 1 412 m. La isla está rodeada de arrecifes de coral y sus aguas profundas son ideales para el buceo. 
Wetar está situada sobre un en arco insular volcánico que incluye también las islas de Damar y Romang, así como la de Banda, y es resultado de la colisión entre la placa indo-australiana y la euroasiática. La isla en sí no es de origen volcánico sino el resultado de un levantamiento de la corteza oceánica, debido a la colisión de las placas. El volcán Wetar (282 m) hizo erupción en 1512 y 1699. 
Con sus vecinas, Wetar es una parte de la Wallacea, la zona marina de aguas profundas separada a la vez de las plataformas continentales asiática y  australiana. La región es conocida por su especial fauna: Wetar tiene 162 especies de aves, de las cuales 3 son endémicas y 4 están en peligro. 
Wetar y las islas del archipiélago están sujetas al régimen de los monzones.

## Población
La mayoría de los habitantes son musulmanes, pero una parte son cristianos[cita requerida]

## Lenguas
Las lenguas de Wetar pertenecen a la rama de las lenguas malayo-polinesias de las lenguas austronesias y están relacionadas con las de Timor. Cuentan cada una de ellas con solamente un millar de hablantes. Además del indonesio, la lengua nacional de Indonesia, el uso del malayo Ambon (Bahasa Melayu Ambon), un malayo criollo, está muy extendido. 

## Historia
Wetar formaba parte de la República de las Molucas del Sur, proclamada en 1950, que fue siempre un gobierno en el exilio en los Países Bajos. 

## Economía
La economía se basa en una agricultura de subsistencia, especialmente el cultivo de sagú. Los caparazones de tortuga son un producto destinado a la exportación.
En Wetar hay operaciones de extracción de oro que causan problemas ambientales.